# Казахстан на летних Олимпийских играх 2024

## Медали
| Медаль  | Спортсмен(ы)                | Вид спорта            | Дисциплина                     | Дата      |
| ------- | --------------------------- | --------------------- | ------------------------------ | --------- |
| Золото  | Елдос Сметов                | Дзюдо                 | 60 кг                          | 27 июля   |
| Серебро | Нариман Курбанов            | Спортивная гимнастика | Конь                           | 3 августа |
| Серебро | Нурбек Оралбай              | Бокс                  | 80 кг                          | 7 августа |
| Серебро | Демеу Жадраев               | Греко-римская борьба  | 77 кг                          | 7 августа |
| Бронза  | Ислам Саптаев Александра Ле | Стрельба              | Пневматическая винтовка, микст | 27 июля   |
| Бронза  | Гусман Кыргызбаев           | Дзюдо                 | 66 кг                          | 28 июля   |
| Бронза  | Назым Кызайбай              | Бокс                  | 50 кг                          | 6 августа |

| Вид спорта | 1 | 2 | 3 | Всего |
| Дзюдо      | 1 | 0 | 1 | 2     |
| Бокс       | 0 | 1 | 1 | 2     |
| Борьба     | 0 | 1 | 0 | 1     |
| Гимнастика | 0 | 1 | 0 | 1     |
| Стрельба   | 0 | 0 | 1 | 1     |
| Всего      | 1 | 3 | 3 | 7     |

| Медали по датам | Медали по датам | Медали по датам | Медали по датам | Медали по датам | Медали по датам |
| --------------- | --------------- | --------------- | --------------- | --------------- | --------------- |
| Дата            | 1               | 2               | 3               | Всего           |                 |
| 27 июля         | 1               | 0               | 1               | 2               |                 |
| 28 июля         | 0               | 0               | 1               | 1               |                 |
| 3 августа       | 0               | 1               | 0               | 1               |                 |
| 6 августа       | 0               | 0               | 1               | 1               |                 |
| 7 августа       | 0               | 2               | 0               | 2               |                 |
| Всего           | 1               | 3               | 3               | 7               |                 |

| Медали по полу | Медали по полу | Медали по полу | Медали по полу | Медали по полу |
| -------------- | -------------- | -------------- | -------------- | -------------- |
| Пол            | 1              | 2              | 3              | Всего          |
| Мужчины        | 1              | 3              | 1              | 5              |
| Женщины        | 0              | 0              | 1              | 1              |
| Микст          | 0              | 0              | 1              | 1              |
| Всего          | 1              | 3              | 3              | 7              |

## Квалификация
| № п/п | Вид спорта                  | Мужчины        | Мужчины                | Женщины        | Женщины                | Всего          | Всего                  |
| № п/п | Вид спорта                  | Завоевано квот | Количество спортсменов | Завоевано квот | Количество спортсменов | Завоевано квот | Количество спортсменов |
| ----- | --------------------------- | -------------- | ---------------------- | -------------- | ---------------------- | -------------- | ---------------------- |
| 1     | Академическая гребля        | 1              | 1                      |                |                        | 1              | 1                      |
| 2     | Бадминтон                   | 1              | 1                      |                |                        | 1              | 1                      |
| 3     | Бокс                        | 7              | 7                      | 3              | 3                      | 10             | 10                     |
| 4     | Борьба                      | 8              | 8                      |                |                        | 8              | 8                      |
| 5     | Брейкинг                    | 1              | 1                      |                |                        | 1              | 1                      |
| 6     | Велоспорт                   | 5              | 3                      |                |                        | 5              | 3                      |
| 7     | Спортивная гимнастика       | 14             | 2                      |                |                        | 14             | 2                      |
| 8     | Художественная гимнастика   |                |                        | 1              | 1                      | 1              | 1                      |
| 9     | Гребля на байдарках и каноэ | 2              | 4                      | 1              | 2                      | 3              | 6                      |
| 10    | Дзюдо                       | 5              | 5                      | 3              | 3                      | 8              | 8                      |
| 11    | Лёгкая атлетика             | 1              | 1                      | 7              | 6                      | 8              | 7                      |
| 12    | Настольный теннис           | 1              | 1                      |                |                        | 1              | 1                      |
| 13    | Плавание                    | 2              | 1                      | 1              | 1                      | 3              | 2                      |
| 14    | Прыжки на батуте            | 1              | 1                      |                |                        | 1              | 1                      |
| 15    | Современное пятиборье       | 1              | 1                      | 1              | 1                      | 2              | 2                      |
| 16    | Спортивное скалолазание     | 1              | 1                      |                |                        | 1              | 1                      |
| 17    | Стрельба                    | 9              | 4                      | 5              | 5                      | 14             | 9                      |
| 18    | Стрельба из лука            | 4              | 3                      |                |                        | 4              | 3                      |
| 19    | Теннис                      | 3              | 3                      | 2              | 2                      | 5              | 5                      |
| 20    | Триатлон                    |                |                        | 1              | 1                      | 1              | 1                      |
| 21    | Тхэквондо                   | 2              | 2                      |                |                        | 2              | 2                      |
| 22    | Фехтование                  | 4              | 3                      | 1              | 1                      | 5              | 4                      |
|       | ИТОГО                       | 73             | 53                     | 26             | 26                     | 99             | 79                     |

## Состав команды
Академическая гребля
1. Владислав Яковлев

 Бадминтон
1. Дмитрий Панарин[англ.]

 Бокс
1. Сакен Бибосынов
2. Махмуд Сабырхан
3. Мухаммедсабыр Базарбайулы[англ.]
4. Асланбек Шымбергенов
5. Нурбек Оралбай
6. Айбек Оралбай
7. Камшыбек Кункабаев
8. Назым Кызайбай
9. Карина Ибрагимова
10. Валентина Хальзова

 Борьба
Вольная борьба
1. Мейрамбек Картбай
2. Азамат Даулетбеков
3. Алишер Ергали
4. Юсуп Батырмурзаев

Греко-римская борьба
1. Айдос Султангали
2. Демеу Жадраев
3. Нурсултан Турсынов
4. Алимхан Сыздыков

 Брейкинг
1. Амир Закиров

Велоспорт
 Шоссейный велоспорт
1. Алексей Луценко
2. Евгений Федоров[англ.]

 Трековый велоспорт
1. Андрей Чугай[англ.]

Гимнастика
 Спортивная гимнастика
1. Милад Карими[англ.]
2. Нариман Курбанов[англ.]

 Художественная гимнастика
1. Эльжана Таниева[англ.]

Гребля на байдарках и каноэ
 Гребля на гладкой воде
1. Бекарыс Раматулла[англ.]
2. Сергей Токарницкий
3. Сергей Емельянов
4. Тимур Хайдаров[англ.]
5. Мария Бровкова
6. Руфина Искакова[англ.]

 Дзюдо
1. Елдос Сметов
2. Гусман Кыргызбаев
3. Данияр Шамшаев[англ.]
4. Абилайхан Жубаназар[англ.]
5. Нурлыхан Шархан[англ.]
6. Абиба Абужакынова
7. Эсмигуль Куиулова[англ.]
8. Камила Берликаш[англ.]

 Лёгкая атлетика
1. Давид Ефремов
2. Ольга Сафронова
3. Дейзи Джепкемей[англ.]
4. Нора Джеруто
5. Жанна Мамажанова
6. Надежда Дубовицкая
7. Елизавета Матвеева[англ.]

 Настольный теннис
1. Кирилл Герасименко

 Плавание
1. Адилбек Муссин[англ.]
2. Ксения Игнатова[англ.]

 Прыжки на батуте
1. Данил Мусабаев[англ.]

 Современное пятиборье
1. Георгий Борода-Дудочкин[англ.]
2. Елена Потапенко

 Спортивное скалолазание
1. Амир Маймуратов[англ.]

 Стрельба
1. Константин Малиновский[англ.]
2. Ислам Саптаев
3. Никита Чирюкин[англ.]
4. Эдуард Ещенко[англ.]
5. Арина Алтухова[англ.]
6. Александра Ле
7. Ирина Юнусметова[англ.]
8. Мария Дмитриенко[англ.]
9. Асем Орынбай[англ.]

 Стрельба из лука
1. Ильфат Абдуллин
2. Даулеткельди Жанбырбай[англ.]
3. Александр Яременко[англ.]

 Теннис
1. Александр Бублик
2. Александр Шевченко
3. Александр Недовесов
4. Елена Рыбакина
5. Юлия Путинцева

 Тхэквондо
1. Шамирхон Абабакиров[англ.]
2. Батырхан Толеугали[англ.]

 Триатлон
1. Екатерина Шабалина[англ.]

 Фехтование
1. Руслан Курбанов
2. Эльмир Алимжанов
3. Вадим Шарлаимов[англ.]
4. Айгерим Сарыбай[англ.]

## Академическая гребля
Казахстан завоевал одну квоту на участие в соревнованиях по академической гребле на Квалификационной регате Азии и Океании в Чхунджу, Корея.
Мужчины
| Спортсмен         | Дисциплина | Заезд   | Заезд | Утеш. заезд | Утеш. заезд | Четвертьфиналы | Четвертьфиналы | Полуфиналы | Полуфиналы | Финалы  | Финалы |
| Спортсмен         | Дисциплина | Время   | Место | Время       | Место       | Время          | Место          | Время      | Место      | Время   | Место  |
| ----------------- | ---------- | ------- | ----- | ----------- | ----------- | -------------- | -------------- | ---------- | ---------- | ------- | ------ |
| Владислав Яковлев | Одиночки   | 7.21,56 | 5 Q R | 7.21,12     | 4 Q SE/F    | —              | —              | 7.26,20    | 1 Q FE     | 6.59,43 | 25     |

## Бадминтон
Казахстан завоевал одну квоту на участие в олимпийском турнире по бадминтону в соответствии с Олимпийским рейтингом BWF.
Мужчины
| Спортсмен       | Категория | Группы                  | Группы              | Группы        | Группы | 1/8 финала    | Четвертьфиналы | Полуфиналы    | Финал / За 3 место | Финал / За 3 место |
| Спортсмен       | Категория | Соперник Счет           | Соперник Счет       | Соперник Счет | Место  | Соперник Счет | Соперник Счет  | Соперник Счет | Соперник Счет      | Место              |
| --------------- | --------- | ----------------------- | ------------------- | ------------- | ------ | ------------- | -------------- | ------------- | ------------------ | ------------------ |
| Дмитрий Панарин | Одиночный | JPNКэнта Нисимото П 0–2 | CANБрайан Янг П 0–2 | —             | 3      | Не прошёл     | Не прошёл      | Не прошёл     | Не прошёл          | Не прошёл          |

## Бокс
Казахстан завоевал по одному месту в мужской и женский турниры по боксу на Азиатских играх 2022 года в Ханчжоу, Китай, пять мест в мужской турнир на Первом мировом квалификационном турнире 2024 года в Бусто-Арсицио, Италия, одно место в мужской и два места в женский турниры на Втором мировом квалификационном турнире 2024 года в Бангкоке, Таиланд.
| Спортсмен                 | Категория           | 1/16 финала                  | 1/8 финала                   | Четвертьфиналы                   | Полуфиналы                | Финал                     | Финал     |
| Спортсмен                 | Категория           | Соперник Результат           | Соперник Результат           | Соперник Результат               | Соперник Результат        | Соперник Результат        | Место     |
| ------------------------- | ------------------- | ---------------------------- | ---------------------------- | -------------------------------- | ------------------------- | ------------------------- | --------- |
| Сакен Бибосынов           | Мужчины 51 кг       | —                            | TURСамет Гюмюш В 5:0         | UZBХасанбой Дусматов П 2:3       | Не прошёл                 | Не прошёл                 | Не прошёл |
| Махмуд Сабырхан           | Мужчины 57 кг       | —                            | ESPХосе Кильес П 1:4         | Не прошёл                        | Не прошёл                 | Не прошёл                 | Не прошёл |
| Мухаммедсабыр Базарбайулы | Мужчины 63,5 кг     | ESPОиер Ибаррече В 5:0       | TPEЛай Чжуэнь В 3:2          | GEOЛаша Гурули П 2:3             | Не прошёл                 | Не прошёл                 | Не прошёл |
| Асланбек Шымбергенов      | Мужчины 71 кг       | JORЗейяд Ишаиш П 2:3         | Не прошёл                    | Не прошёл                        | Не прошёл                 | Не прошёл                 | Не прошёл |
| Нурбек Оралбай            | Мужчины 80 кг       | —                            | AUSКаллум Питерс В 3:2       | AZEМурад Аллахвердиев В 5:0      | DOMКристиан Пиналес В 3:2 | UKRАлександр Хижняк П 2:3 | 2         |
| Айбек Оралбай             | Мужчины 92 кг       | —                            | NGRОлетен Олаоре В 5:0       | AZEЛорен Альфонсо Домингес П 2:3 | Не прошёл                 | Не прошёл                 | Не прошёл |
| Камшыбек Кункабаев        | Мужчины свыше 92 кг | ESPАйюб Гадфа Дрисси П 2:3   | Не прошёл                    | Не прошёл                        | Не прошёл                 | Не прошёл                 | Не прошёл |
| Назым Кызайбай            | Женщины до 50 кг    | ITAДжордана Соррентино В 4:1 | BRAКаролине де Алмейда В 5:0 | COLИнгрит Валенсия В 4:1         | CHNУ Юй П 1:4             | не прошла                 | 3         |
| Карина Ибрагимова         | Женщины до 57 кг    | —                            | PURЭшлиэнн Лосада П 1:4      | Не прошла                        | Не прошла                 | Не прошла                 | Не прошла |
| Валентина Хальзова        | Женщины до 75 кг    | —                            | PANАтейна Билон П 1:4        | Не прошла                        | Не прошла                 | Не прошла                 | Не прошла |

## Борьба
Казахстан завоевал два места в мужской турнир по вольной борьбе и одно место в турнир по греко-римской борьбе на Чемпионате мира по борьбе 2023 года в Белграде, Сербия, а также два места мужской турнир по вольной борьбе и три места в турнир по греко-римской борьбе на Азиатском квалификационном турнире 2024 года в Бишкеке, Киргизия.
Вольная борьба
| Спортсмен          | Категория         | 1/8 финала                 | Четвертьфиналы            | Полуфиналы         | Утеш.поединки              | Финал / За 3 место | Финал / За 3 место |
| Спортсмен          | Категория         | Соперник Результат         | Соперник Результат        | Соперник Результат | Соперник Результат         | Соперник Результат | Место              |
| ------------------ | ----------------- | -------------------------- | ------------------------- | ------------------ | -------------------------- | ------------------ | ------------------ |
| Мейрамбек Картбай  | Мужчины до 57 кг  | KGZБекзат Алмаз Уулу П 1:4 | Не прошёл                 | Не прошёл          | Не прошёл                  | Не прошёл          | Не прошёл          |
| Азамат Даулетбеков | Мужчины до 86 кг  | USAАарон Брукс П 3:4       | Не прошёл                 | Не прошёл          | Не прошёл                  | Не прошёл          | Не прошёл          |
| Алишер Ергали      | Мужчины до 97 кг  | EGYМостафа Эльдерс В 6:2   | BRNАхмед Тажудинов П 2:14 | Не прошел          | IRIАмир Али Азарпира П 1:6 | Не прошёл          |                    |
| Юсуп Батырмурзаев  | Мужчины до 125 кг | POLРоберт Баран П 1:4      | Не прошёл                 | Не прошёл          | Не прошёл                  | Не прошёл          | Не прошёл          |

Греко-римская борьба
| Спортсмен          | Категория         | 1/8 финала                    | Четвертьфиналы          | Полуфиналы                | Утешит. поединки   | Финал /За 3 место   | Финал /За 3 место |
| Спортсмен          | Категория         | Соперник Результат            | Соперник Результат      | Соперник Результат        | Соперник Результат | Соперник Результат  | Место             |
| ------------------ | ----------------- | ----------------------------- | ----------------------- | ------------------------- | ------------------ | ------------------- | ----------------- |
| Айдос Султангали   | Мужчины до 60 кг  | KGZЖоломан Шаршенбеков П 3:6  | Не прошёл               | Не прошёл                 | Не прошёл          | Не прошёл           | Не прошёл         |
| Демеу Жадраев      | Мужчины до 77 кг  | COLХаир Куэро В 9:0           | KGZАкжол Махмудов В 3:1 | AZEСанан Сулейманов В 6:1 | —                  | JPNНао Кусака П 2:5 | 2                 |
| Нурсултан Турсынов | Мужчины до 87 кг  | EGYМетвалли, Мохамед В 10:1   | UKRЖан Беленюк П 3:7    | Не прошёл                 | Не прошёл          | Не прошёл           | Не прошёл         |
| Алимхан Сыздыков   | Мужчины до 130 кг | ROUАлин Алексук-Чурариу В 3:1 | AZEСабах Шариати П 3:7  | Не прошёл                 | Не прошёл          | Не прошёл           | Не прошёл         |

## Брейкинг
Казахстан завоевал одно место в олимпийские соревнования юношей по брейкингу по результатам Олимпийской квалификационной серии.
| Спортсмен    | Ник  | Категория | Групповой этап          | Групповой этап        | Групповой этап     | Групповой этап | Четвертьфинал             | Полуфинал          | Финал              | Финал |
| Спортсмен    | Ник  | Категория | Соперник Результат      | Соперник Результат    | Соперник Результат | Место          | Соперник Результат        | Соперник Результат | Соперник Результат | Место |
| ------------ | ---- | --------- | ----------------------- | --------------------- | ------------------ | -------------- | ------------------------- | ------------------ | ------------------ | ----- |
| Амир Закиров | Amir | Би-бои    | NEDМенно ван Горп П 0–2 | MARБилал Маллах В 2–0 | TPEСунь Чэнь В 2–0 | 2              | USAВиктор Монтальво П 0–3 | Не прошёл          | Не прошёл          | 8     |

## Велоспорт

### Шоссейные велогонки
Казахстан получил по результатам рейтинга UCI два места в мужской групповой гонке на шоссе и одно место в индивидуальной гонке с раздельным стартом.
Мужчины
| Спортсмен       | Дисциплина                 | Время    | Место |
| --------------- | -------------------------- | -------- | ----- |
| Алексей Луценко | Групповая гонка            | 6:26.57  | 52    |
| Евгений Федоров | Групповая гонка            | DNF      | DNF   |
| Евгений Федоров | Гонка с раздельным стартом | 38.33,16 | 21    |

### Велотрек
Казахстан завоевал в соответствии с олимпийским рейтингом UCI по одному месту в мужских кейрине и спринте.
Спринт
| Спортсмен    | Дисциплина | Квалификация | Квалификация | 1/32 финала    | Утеш. 1/32     | 1/16 финала    | Утеш 1/16      | 1/8 финала     | Утеш. 1/8      | Четвертьфиналы | Полуфиналы     | Финал / За 3 место | Финал / За 3 место |
| Спортсмен    | Дисциплина | Время        | Место        | Соперник Время | Соперник Время | Соперник Время | Соперник Время | Соперник Время | Соперник Время | Соперник Время | Соперник Время | Соперник Время     | Место              |
| ------------ | ---------- | ------------ | ------------ | -------------- | -------------- | -------------- | -------------- | -------------- | -------------- | -------------- | -------------- | ------------------ | ------------------ |
| Андрей Чугай | Мужчины    | 10,047       | 30           | Не прошёл      | Не прошёл      | Не прошёл      | Не прошёл      | Не прошёл      | Не прошёл      | Не прошёл      | Не прошёл      | Не прошёл          | Не прошёл          |

Кейрин
| Спортсмен    | Дисциплина | Раунд 1 | Утеш. | Четвертьфиналы | Полуфиналы | Финал     |
| Спортсмен    | Дисциплина | Место   | Место | Место          | Место      | Место     |
| ------------ | ---------- | ------- | ----- | -------------- | ---------- | --------- |
| Андрей Чугай | Мужчины    | 5 Q R   | 3     | Не прошёл      | Не прошёл  | Не прошёл |

## Гимнастика спортивная
Казахстан получил по одному месту в личном олимпийском турнире на Чемпионате мира по спортивной гимнастике 2023 года в Антверпене, Бельгия и по итогам Серии этапов Кубка мира 2024 года.

### Мужчины
| Спортсмен        | Дисциплина          | Квалификация | Квалификация | Квалификация | Квалификация | Квалификация | Квалификация | Квалификация | Квалификация | Финал     | Финал     | Финал     | Финал     | Финал     | Финал     | Финал     | Финал     |
| Спортсмен        | Дисциплина          | Снаряды      | Снаряды      | Снаряды      | Снаряды      | Снаряды      | Снаряды      | Всего        | Место        | Снаряды   | Снаряды   | Снаряды   | Снаряды   | Снаряды   | Снаряды   | Всего     | Место     |
| Спортсмен        | Дисциплина          | В            | КН           | КО           | ОП           | ПБ           | П            | Всего        | Место        | В         | КН        | КО        | ОП        | ПБ        | П         | Всего     | Место     |
| ---------------- | ------------------- | ------------ | ------------ | ------------ | ------------ | ------------ | ------------ | ------------ | ------------ | --------- | --------- | --------- | --------- | --------- | --------- | --------- | --------- |
| Милад Карими     | Многоборье          | 14,433       | 13,266       | 13,000       | 14,300       | 14,366       | 12,700       | 82,065       | 18 Q         | 13,433    | 8,533     | 12,933    | 14,400    | 14,066    | 12,700    | 76,065    | 24        |
| Милад Карими     | Вольные упражнения  | 14,433       | —            | —            | —            | —            | —            | —            | 8 Q          | 14,500    | —         | —         | —         | —         | —         | 14,500    | 5         |
| Милад Карими     | Конь                | —            | 13,266       | —            | —            | —            | —            | —            | 38           | Не прошёл | Не прошёл | Не прошёл | Не прошёл | Не прошёл | Не прошёл | Не прошёл | Не прошёл |
| Милад Карими     | Кольца              | —            | —            | 13,000       | —            | —            | —            | —            | 47           | Не прошёл | Не прошёл | Не прошёл | Не прошёл | Не прошёл | Не прошёл | Не прошёл | Не прошёл |
| Милад Карими     | Параллельные брусья | —            | —            | —            | —            | 14,366       | —            | —            | 25           | Не прошёл | Не прошёл | Не прошёл | Не прошёл | Не прошёл | Не прошёл | Не прошёл | Не прошёл |
| Милад Карими     | Перекладина         | —            | —            | —            | —            | —            | 12,700       | —            | 50           | Не прошёл | Не прошёл | Не прошёл | Не прошёл | Не прошёл | Не прошёл | Не прошёл | Не прошёл |
| Нариман Курбанов | Конь                | —            | 15,000       | —            | —            | —            | —            | —            | 6 Q          | —         | 15,433    | —         | —         | —         | —         | 15,433    | 2         |

## Гимнастика художественная
Казахстан получил одно место в личном турнире по результатам чемпиоаната Азии 2024 года в Ташкенте, Узбекистан.
| Спортсменка     | Дисциплина | Квалификация | Квалификация | Квалификация | Квалификация | Квалификация | Квалификация | инал      | инал      | инал      | инал      | инал      | инал      |
| Спортсменка     | Дисциплина | Обруч        | Мяч          | Булавы       | Лента        | Всего        | Место        | Обруч     | Мяч       | Булавы    | Лента     | Всего     | Место     |
| --------------- | ---------- | ------------ | ------------ | ------------ | ------------ | ------------ | ------------ | --------- | --------- | --------- | --------- | --------- | --------- |
| Эльжана Таниева | Личное     | 30,850       | 32,000       | 32,300       | 31,450       | 126,600      | 13           | Не прошла | Не прошла | Не прошла | Не прошла | Не прошла | Не прошла |

## Гребля на байдарках и каноэ

### Гладкая вода
Казахстан завоевал право выставить две лодки в мужских и одну лодку в женских соревнованиях на гладкой воде на Азиатской квалификационной регате 2024 года в Токио, Япония.
| Спортсмен                            | Дисциплина               | Заезды  | Заезды | Четвертьфиналы | Четвертьфиналы | Полуфиналы | Полуфиналы | Финалы    | Финалы    |
| Спортсмен                            | Дисциплина               | Время   | Место  | Время          | Место          | Время      | Место      | Время     | Место     |
| ------------------------------------ | ------------------------ | ------- | ------ | -------------- | -------------- | ---------- | ---------- | --------- | --------- |
| Бекарыс Раматулла Сергей Токарницкий | Мужчины Байдарка-2 500 м | 1.38,62 | 5 Q QF | 1.37,58        | 6              | Не прошли  | Не прошли  | Не прошли | Не прошли |
| Сергей Емельянов Тимур Хайдаров      | Мужчины Каноэ-2 500 м    | 1.45,94 | 5 Q QF | 1.44,03        | 4 Q FB         | —          | —          | 1.46,75   | 10        |
| Мария Бровкова Руфина Искакова       | Женщины Каноэ-2 500 м    | 2.00,05 | 5 Q QF | 2.01,76        | 4 Q FB         | —          | —          | 1.57,58   | 11        |

## Дзюдо
Казахстан получил через рейтинг IJF, континентальную квоту Азии и командное приглашение пять мест в мужских соревнованиях и три места в женских соревнованиях, а также право выставить команду в миксте.
| Спортсмен           | Категория           | 1/16 финала                       | 1/8 финала                      | Четвертьфиналы            | Полуфиналы                    | Утеш. поединки              | Финал / За 3 место          | Финал / За 3 место |
| Спортсмен           | Категория           | Соперник Результат                | Соперник Результат              | Соперник Результат        | Соперник Результат            | Соперник Результат          | Соперник Результат          | Место              |
| ------------------- | ------------------- | --------------------------------- | ------------------------------- | ------------------------- | ----------------------------- | --------------------------- | --------------------------- | ------------------ |
| Елдос Сметов        | Мужчины до 60 кг    | NEDТорнике Цакадоеа В 10–00       | UKRДильшот Халматов В 01–00     | TPEЯн Юнвэй В 01–00       | ESPФрансиско Гарригос В 10–00 | —                           | FRAЛука Мхеидзе В 01-00     | 1                  |
| Гусман Кыргызбаев   | Мужчины до 66 кг    | ESPДавид Гарсия В 01–00           | Ан Ба Уль (KOR) В 01-00         | FRAВалид Хяр В 10-00      | BRAВиллиан Лима П 00–10       | —                           | SRBСтрахинья Банчич В 01–00 | 3                  |
| Данияр Шамшаев      | Мужчины до 73 кг    | UZBМуроджон Юлдашев П 00–10       | Не прошёл                       | Не прошёл                 | Не прошёл                     | Не прошёл                   | Не прошёл                   | Не прошёл          |
| Абилайхан Жубаназар | Мужчины до 81 кг    | HUNАттила Унгвари П 00–01         | Не прошёл                       | Не прошёл                 | Не прошёл                     | Не прошёл                   | Не прошёл                   | Не прошёл          |
| Нурлыхан Шархан     | Мужчины до 100 кг   | BELТома Никифоров В 10–00         | UZBМузаффарбек Туробоев П 01–11 | Не прошёл                 | Не прошёл                     | Не прошёл                   | Не прошёл                   | Не прошёл          |
| Абиба Абужакынова   | Женщины до 48 кг    | ISRШира Ришони В 01–00            | TPEЛинь Чен-хао В 10–00         | ESPЛаура Мартинес П 00–10 | —                             | PARГабриэла Нарваес В 10–00 | SWEТара Бабулфат П 00–10    | 5                  |
| Эсмигуль Куиулова   | Женщины до 63 кг    | AUTЛюбяна Пиовесана П 00–01       | Не прошла                       | Не прошла                 | Не прошла                     | Не прошла                   | Не прошла                   | Не прошла          |
| Камила Берликаш     | Женщины свыше 78 кг | MGLАмарсайханы Адияасюрен П 00–10 | Не прошла                       | Не прошла                 | Не прошла                     | Не прошла                   | Не прошла                   | Не прошла          |

Смешанные команды
| Спортсмен | Дисциплина        | 1/16 финала        | 1/8 финала         | Четвертьфиналы     | Полуфиналы         | Утеш. поединки     | Финал/За 3 место   | Финал/За 3 место |
| Спортсмен | Дисциплина        | Соперник Результат | Соперник Результат | Соперник Результат | Соперник Результат | Соперник Результат | Соперник Результат | Место            |
| --- | ----------------- | ------------------ | ------------------ | ------------------ | ------------------ | ------------------ | ------------------ | ---------------- |
| Елдос Сметов Гусман Кыргызбаев Данияр Шамшаев Абилайхан Жубаназар Нурлыхан Шархан Абиба Абужакынова Эсмигуль Куиулова Камила Берликаш | Смешанные команды | —                  | Бразилия · П 2–4   | Не прошли          | Не прошли          | Не прошли          | Не прошли          | Не прошли        |

## Легкая атлетика
Казахстанские легкоатлеты выполнили нормативы для участия в Играх 2024 года, пройдя прямую квалификацию, по мировому рейтингу или в результате перераспределения квот, в следующих соревнованиях:
Беговые дисциплины
| Спортсмен        | Дисциплина          | Забеги    | Забеги | Утеш. забеги | Утеш. забеги | Полуфиналы | Полуфиналы | Финал     | Финал     |
| Спортсмен        | Дисциплина          | Результат | Место  | Результат    | Место        | Результат  | Место      | Результат | Место     |
| ---------------- | ------------------- | --------- | ------ | ------------ | ------------ | ---------- | ---------- | --------- | --------- |
| Давид Ефремов    | Мужчины 110 м с/б   | 13,88     | 7 Q R  | DQ           | DQ           | Не прошёл  | Не прошёл  | Не прошёл | Не прошёл |
| Ольга Сафронова  | Женщины 200 м       | 23,58     | 43     | 23,70        | 23           | Не прошла  | Не прошла  | Не прошла | Не прошла |
| Дейзи Джепкемей  | Женщины 10000 м     | —         | —      | —            | —            | —          | —          | 31.26,55  | 17        |
| Дейзи Джепкемей  | Женщины 3000 м с/пр | 9.24,69   | 23     | —            | —            | —          | —          | Не прошла | Не прошла |
| Нора Джеруто     | Женщины 3000 м с/пр | 9.16,46   | 14 Q F | —            | —            | —          | —          | 9.08,97   | 9         |
| Жанна Мамажанова | Женщины марафон     | —         | —      | —            | —            | —          | —          | 2.30,51   | 33        |

Технические дисциплины
| Спортсмен          | Дисциплина              | Полуфиналы | Полуфиналы | Финал     | Финал     |
| Спортсмен          | Дисциплина              | Результат  | Место      | Результат | Место     |
| ------------------ | ----------------------- | ---------- | ---------- | --------- | --------- |
| Надежда Дубовицкая | Женщины прыжки в высоту | 1,83       | 28         | Не прошла | Не прошла |
| Елизавета Матвеева | Женщины прыжки в высоту | 1,88       | 19         | Не прошла | Не прошла |

## Настольный теннис
Казахстан завоевал одно место в мужском одиночном разряде по рейтингу ITTF для Азии.
| Спортсмен          | Дисциплина     | Предварит. круг    | 1/32 финала             | 1/16 финала        | 1/8 финала          | Четвертьфиналы     | Полуфиналы         | Финал / За 3 место | Финал / За 3 место |
| Спортсмен          | Дисциплина     | Соперник Результат | Соперник Результат      | Соперник Результат | Соперник Результат  | Соперник Результат | Соперник Результат | Соперник Результат | Место              |
| ------------------ | -------------- | ------------------ | ----------------------- | ------------------ | ------------------- | ------------------ | ------------------ | ------------------ | ------------------ |
| Кирилл Герасименко | Мужчины личное | —                  | CHIНиколас Бургос В 4–0 | GERДанг Цю В 4–3   | EGYОмар Ассар П 2–4 | Не прошёл          | Не прошёл          | Не прошёл          | Не прошёл          |

## Плавание
Казахстан завоевал одно место благодаря выполнению Олимпийского рассматриваемого норматива (OCT)) и получил два универсальных места для участия в нижеследующих дисциплинах плавательного турнира Олимпиады.
Мужчины
| Спортсмен       | Дисциплина                  | Заплывы | Заплывы | Полуфиналы | Полуфиналы | Финал     | Финал     |
| Спортсмен       | Дисциплина                  | Время   | Место   | Время      | Место      | Время     | Место     |
| --------------- | --------------------------- | ------- | ------- | ---------- | ---------- | --------- | --------- |
| Адилбек Муссин  | Мужчины 100 м вольный стиль | 49,92   | 41      | Не прошёл  | Не прошёл  | Не прошёл | Не прошёл |
| Адилбек Муссин  | Мужчины 100 м баттерфляй    | 52,74   | 29      | Не прошёл  | Не прошёл  | Не прошёл | Не прошёл |
| Ксения Игнатова | Женщины 100 м на спине      | 1.02,51 | 26      | Не прошла  | Не прошла  | Не прошла | Не прошла |

## Прыжки на батуте
Казахстан завоевал одно место в соревнования мужчин по результатам Серии этапов Кубка мира 2023-2024 годов.
| Спортсмен      | Дисциплина | Квалификация | Квалификация | Финал     | Финал     |
| Спортсмен      | Дисциплина | Баллы        | Место        | Баллы     | Место     |
| -------------- | ---------- | ------------ | ------------ | --------- | --------- |
| Данил Мусабаев | Мужчины    | 58,07        | 9            | Не прошёл | Не прошёл |

## Современное пятиборье
Казахстанские пятиборцы завоевали по одной квоте на участие в мужском и женском олимпийском турнире на Азиатских играх 2022 года в Ханчжоу, Китай.

### Полуфиналы
| Спортсмен               | Дисциплина     | Фехтование (шпага до 1 укола) | Фехтование (шпага до 1 укола) | Фехтование (шпага до 1 укола) | Фехтование (шпага до 1 укола) | Плавание (200 м вольный стиль) | Плавание (200 м вольный стиль) | Плавание (200 м вольный стиль) | Конный спорт (конкур) | Конный спорт (конкур) | Конный спорт (конкур) | Конный спорт (конкур) | Комбинация: стрельба и бег (10 м пистолет)/(3200 м) | Комбинация: стрельба и бег (10 м пистолет)/(3200 м) | Комбинация: стрельба и бег (10 м пистолет)/(3200 м) | Сумма | Место |
| Спортсмен               | Дисциплина     | ОР                            | БР                            | Место                         | Баллы                         | Время                          | Место                          | Баллы                          | Время                 | Штраф                 | Место                 | Баллы                 | Время                                               | Место                                               | Баллы                                               | Сумма | Место |
| ----------------------- | -------------- | ----------------------------- | ----------------------------- | ----------------------------- | ----------------------------- | ------------------------------ | ------------------------------ | ------------------------------ | --------------------- | --------------------- | --------------------- | --------------------- | --------------------------------------------------- | --------------------------------------------------- | --------------------------------------------------- | ----- | ----- |
| Георгий Борода-Дудочкин | Мужской турнир | 175                           | 2                             | 17                            | 177                           | 2.08,28                        | 17                             | 294                            | 59,49                 | 0                     | 5                     | 300                   | 10.19,91                                            | 11                                                  | 681                                                 | 1452  | 16    |
| Елена Потапенко         | Женский турнир | 200                           | 0                             | 16                            | 200                           | 2.16,67                        | 9                              | 277                            | 53,88                 | 21                    | 14                    | 279                   | 12.35,18                                            | 16                                                  | 545                                                 | 1301  | 15    |

## Спортивное скалолазание
Казахстан завоевал одно место в лазании на скорость у мужчин по итогам Олимпийской квалификационной серии.
Лазание на скорость
| Спортсмен       | Категория | Квалификация | Квалификация | 1/8 финала                   | Четвертьфиналы             | Полуфиналы     | Финал / За 3 место | Финал / За 3 место |
| Спортсмен       | Категория | Время        | Место        | Соперник Время               | Соперник Время             | Соперник Время | Соперник Время     | Место              |
| --------------- | --------- | ------------ | ------------ | ---------------------------- | -------------------------- | -------------- | ------------------ | ------------------ |
| Амир Маймуратов | Мужчины   | 4.89         | 2            | RSAДжошуа Брюинc В 4,94–5,84 | IRIРеза Алипур П 6.14–5.57 | Не прошёл      | Не прошёл          | 5                  |

## Стрельба
Казахстан завоевал девять мест в различных дисциплинах олимпийского турнира стрелков через различные этапы отбора, включая Чемпионат мира по стрельбе 2023 года, чемпионаты Азии 2023 и 2024 годов, Олимпийский квалификационный турнир ISSF по стендовой стрельбе 2024 года и Мировой олимпийский рейтинг ISSF. Еще пять мест получили казахстанские стрелки, квалифицированные  квалифицированные в других дисциплинах. Казахстан также получил право выставить две команды в миксте в пневматической винтовке и одну в миксте в пневматическом пистолете.
Мужчины
| Спортсмен              | Дисциплина                            | Квалификация | Квалификация | Финал     | Финал     |
| Спортсмен              | Дисциплина                            | Баллы        | Место        | Баллы     | Место     |
| ---------------------- | ------------------------------------- | ------------ | ------------ | --------- | --------- |
| Константин Малиновский | Винтовка из трёх положений, 50 метров | 586          | 25           | Не прошёл | Не прошёл |
| Константин Малиновский | Пневматическая винтовка, 10 метров    | 626.6        | 32           | Не прошёл | Не прошёл |
| Ислам Сатпаев          | Винтовка из трёх положений, 50 метров | 588          | 18           | Не прошёл | Не прошёл |
| Ислам Сатпаев          | Пневматическая винтовка, 10 метров    | 628          | 21           | Не прошёл | Не прошёл |
| Никита Чирюкин         | Пневматический пистолет, 10 метров    | 575          | 15           | Не прошёл | Не прошёл |
| Никита Чирюкин         | Скорострельный пистолет, 25 метров    | 583          | 10           | Не прошёл | Не прошёл |
| Эдуард Ещенко          | Скит                                  | 115          | 26           | Не прошёл | Не прошёл |

Женщины
| Спортсмен        | Дисциплина                            | Квалификация | Квалификация | Финал     | Финал     |
| Спортсмен        | Дисциплина                            | Баллы        | Место        | Баллы     | Место     |
| ---------------- | ------------------------------------- | ------------ | ------------ | --------- | --------- |
| Арина Алтухова   | Винтовка из трёх положений, 50 метров | 583          | 13           | Не прошла | Не прошла |
| Арина Алтухова   | Пневматическая винтовка, 10 метров    | 627,7        | 17           | Не прошла | Не прошла |
| Александра Ле    | Винтовка из трёх положений, 50 метров | 587          | 10           | Не прошла | Не прошла |
| Александра Ле    | Пневматическая винтовка, 10 метров    | 631,4        | 6 Q F        | 165,4     | 6         |
| Ирина Юнусметова | Пневматический пистолет, 10 метров    | 574          | 11           | Не прошла | Не прошла |
| Мария Дмитриенко | Трап                                  | 120          | 10           | Не прошла | Не прошла |
| Асем Орынбай     | Скит                                  | 18           | 116          | Не прошла | Не прошла |

Микст
| Спортсмен                             | Дисциплина                         | Квалификация | Квалификация | Финал                                       | Финал     |
| Спортсмен                             | Дисциплина                         | Баллы        | Место        | Баллы                                       | Место     |
| ------------------------------------- | ---------------------------------- | ------------ | ------------ | ------------------------------------------- | --------- |
| Ислам Сатпаев Александра Ле           | Пневматическая винтовка, 10 метров | 630,8        | 3 Q FB       | GERМаксимилиан Ульбрих / Анна Янссен В 17–5 | 3         |
| Константин Малиновский Арина Алтухова | Пневматическая винтовка, 10 метров | 621,3        | 27           | Не прошли                                   | Не прошли |
| Никита Чирюкин Ирина Юнусметова       | Пневматический пистолет, 10 метров | 575          | 11           | Не прошли                                   | Не прошли |
| Эдуард Ещенко Асем Орынбай            | Скит                               | 140          | 12           | Не прошли                                   | Не прошли |

## Стрельба из лука
Казахстан завоевал максимальную квоту на участие в мужских соревнованиях по стрельбе из лука по результатам Чемпионата мира по стрельбе из лука 2023 года в Бангкоке, Таиланде, получив право выставить команду и трех спортсменов в личном турнире.
| Ильфат Абдуллин                                            | Мужчины индивидуальное первенство | 663  | 29 | CANЭрик Петерс П 4–6     | Не прошёл | Не прошёл | Не прошёл | Не прошёл | Не прошёл | Не прошёл |
| Даулеткельди Жанбырбай                                     | Мужчины индивидуальное первенство | 668  | 22 | COLХорхе Энрикес П 3–7   | Не прошёл | Не прошёл | Не прошёл | Не прошёл | Не прошёл | Не прошёл |
| Александр Яременко                                         | Мужчины индивидуальное первенство | 640  | 59 | Батист Аддис (FRA) П 2–6 | Не прошёл | Не прошёл | Не прошёл | Не прошёл | Не прошёл | Не прошёл |
| Ильфат Абдуллин Даулеткельди Жангбирбай Александр Яременко | Мужчины команды                   | 1971 | 10 | Италия · П 4–5           | Не прошли | Не прошли | Не прошли | Не прошли |           |           |

## Теннис
Казахстан получил два места в мужской одиночный и одно место в мужской парный турниры по рейтингу ATP и два места в женский одиночный турнир по рейтингу WTA.
| Спортсмен                            | Дисциплина        | 1/32 финала                  | 1/16 финала                                       | 1/8 финала         | Четвертьфиналы     | Полуфиналы         | Финал / За 3 место | Финал / За 3 место |
| Спортсмен                            | Дисциплина        | Соперник Счёт                | Соперник Счёт                                     | Соперник Счёт      | Соперник Счёт      | Соперник Счёт      | Соперник Счёт      | Место              |
| ------------------------------------ | ----------------- | ---------------------------- | ------------------------------------------------- | ------------------ | ------------------ | ------------------ | ------------------ | ------------------ |
| Александр Бублик                     | Мужчины одиночный | USAТейлор Фриц П 4–6, 4–6    | Не прошёл                                         | Не прошёл          | Не прошёл          | Не прошёл          | Не прошёл          | Не прошёл          |
| Александр Шевченко                   | Мужчины одиночный | Якуб Меншик (CZE) П 3–6, 4–6 | Не прошёл                                         | Не прошёл          | Не прошёл          | Не прошёл          | Не прошёл          | Не прошёл          |
| Александр Бублик Александр Недовесов | Мужчины пары      | —                            | Тьягу Монтейру Тьягу Зайбот Вилд (BRA) П 4–6, 4–6 | Не прошли          | Не прошли          | Не прошли          | Не прошли          | Не прошли          |
| Елена Рыбакина                       | Женщины одиночный | Отказ из-за травмы           | Отказ из-за травмы                                | Отказ из-за травмы | Отказ из-за травмы | Отказ из-за травмы | Отказ из-за травмы | Отказ из-за травмы |
| Юлия Путинцева                       | Женщины одиночный | Отказ из-за травмы           | Отказ из-за травмы                                | Отказ из-за травмы | Отказ из-за травмы | Отказ из-за травмы | Отказ из-за травмы | Отказ из-за травмы |

## Триатлон
Казахстан получил одно место в соревнования женщин в соответствии с индивидуальным олимпийским рейтингом  World Triathlon.
Личное
| Спортсмен          | Категория | Время             | Время     | Время             | Время     | Время       | Время | Место |
| Спортсмен          | Категория | Плавание (1,5 км) | Переход 1 | Велосипед (40 км) | Переход 2 | Бег (10 км) | Всего | Место |
| ------------------ | --------- | ----------------- | --------- | ----------------- | --------- | ----------- | ----- | ----- |
| Екатерина Шабалина | Женщины   | 28,06             | Сошла     | Сошла             | Сошла     | Сошла       | Сошла | Сошла |

## Тхэквондо
Казахстан завоевал два места в мужском турнире через Азиатский квалификационный турнир 2024 года в Тайане, Китай.
| Спортсмен           | Дисциплина       | Квалификация              | 1/8 финала               | Четвертьфиналы     | Полуфиналы         | Утеш. поединки     | Финал/За 3 место   | Финал/За 3 место |
| Спортсмен           | Дисциплина       | Соперник Результат        | Соперник Результат       | Соперник Результат | Соперник Результат | Соперник Результат | Соперник Результат | Место            |
| ------------------- | ---------------- | ------------------------- | ------------------------ | ------------------ | ------------------ | ------------------ | ------------------ | ---------------- |
| Шамирхон Абабакиров | Мужчины до 58 кг | —                         | ITAВито Деллаквила П 1–2 | Не прошёл          | Не прошёл          | Не прошёл          | Не прошёл          | Не прошёл        |
| Батырхан Толеугали  | Мужчины до 80 кг | MLIИсмаэль Кулибали В 2–1 | ITAСимоне Алессио П 0–2  | Не прошёл          | Не прошёл          | Не прошёл          | Не прошёл          | Не прошёл        |

## Фехтование
Казахстан получил по рейтингу FIE право выставить команду и трех участников в мужской шпаге, а также завоевал одно место в женской сабле благодаря победе на Зональном турнире Азии и Океании в Дубае, ОАЭ.
| Спортсмен                                        | Дисциплина            | Раунд 32                 | 1/16 финал                  | 1/8 финал                   | Четвертьфинал       | Полуфинал                                     | Финал / За 3 место                | Финал / За 3 место |
| Спортсмен                                        | Дисциплина            | Соперник Счет            | Соперник Счет               | Соперник Счет               | Соперник Счет       | Соперник Счет                                 | Соперник Счет                     | Место              |
| ------------------------------------------------ | --------------------- | ------------------------ | --------------------------- | --------------------------- | ------------------- | --------------------------------------------- | --------------------------------- | ------------------ |
| Руслан Курбанов                                  | Мужчины шпага         | —                        | MARХуссам эль-Корд В 15-13  | FRAРомен Каннон В 15-10     | JPNКоки Кано П 6-15 | Не прошёл                                     | Не прошёл                         | Не прошёл          |
| Эльмир Алимжанов                                 | Мужчины шпага         | —                        | FRAЛуиджи Мидельтон В 15-14 | ITAФедерико Висмара П 13-14 | Не прошёл           | Не прошёл                                     | Не прошёл                         | Не прошёл          |
| Вадим Шарлаимов                                  | Мужчины шпага         | RSAГарри Сейнер В 15-9   | FRAЯнник Боррель П 13-15    | Не прошёл                   | Не прошёл           | Не прошёл                                     | Не прошёл                         | Не прошёл          |
| Руслан Курбанов Эльмир Алимжанов Вадим Шарлаимов | Мужчины шпага команды | —                        | —                           | —                           | Венгрия · П 30-45   | Классификация · за 5-8 места Египет · В 36–21 | Финал за 5 место Италия · П 36–45 | 6                  |
| Айгерим Сарыбай                                  | Женщины сабля         | ALGШаима Бенадуда В 15-9 | FRAМанон Брюне П 12-15      | Не прошла                   | Не прошла           | Не прошла                                     | Не прошла                         | Не прошла          |